# ترس و نفرت در لاس وگاس
ترس‌وتنفر در لاس‌وگاس (به انگلیسی: Fear and Loathing in Las Vegas 1998) اقتباسی در ژانر درام-کمدی‌سیاه از رمان هانتراستاکتون‌تامپسون با نام ترس‌وتنفر در لاس‌وگاس: سفری سرکشانه به قلب رؤیای آمریکایی(۱۹۷۱) است، که در آن بازیگرانی چون جانی‌دپ در نقش رائول‌دوک و بنیسیودل‌تورو در نقش دکتر گونزو به ایفای نقش می‌پردازند.

## داستان فیلم
در سال ۱۹۷۱ رائول‌دوک و دکتر گونزو در حالِ رانندگیِ در کویرِ نوادا هستند؛ دوک تحت‌تاثیرِ مسکالین، از ازدحامِ خفاش‌های غول‌پیکر در بالای سرش شکایت، و مخدراتی که همراهش است را فهرست می‌کند. آنها مفت‌سوارِ جوانی را در مسیر سوار می‌کنند و دربارهٔ ماموریت‌شان به او می‌گویند: دوک با مجله‌ای برای پوشش دادنِ مسابقهٔ موتورسواری «مینتِ‌چهارصد» در لاس‌وگاس قرار داد بسته است. آنها برای این سفر به‌قدر افراطی مخدر خریده و همچنین شورلت‌ایمپالایِ کروکی هم کرایه کرده‌اند. مفت‌سوار با دیدنِ حالات و رفتارهای آنها پا به فرار می‌گذارد و گونزو یک ورقِ کامل ال‌اس‌دی به دوک می‌دهد و به او می‌گوید شانسِ ضعیفی دارند که تا قبل از اثر کردنِ مواد، به مقصد برسند؛ تا آنها با تمام سرعت به سمتِ وگاس برانند؛ قبل از آنکه مفت‌سوار بتواند به پلیس چیزی بگوید. همان موقعه است که کم‌کم دردسرها یقه‌شان را می‌چسبد؛ دوک خراب و در کشاکشِ با اتفاقاتِ سفرش است، و آن را به طرزِ عجیب‌وغریب و بی‌باکانه‌ای در جلویِ پذیرشِ هتل نشان می‌دهد، که در هپروت متصدی را یک مارماهی‌رنگین و تمامِ مشتریانِ بار را مارمولکهایی میگسار می‌بیند.
روز بعد دوک به مسابقه می‌رسد و همراه با عکاسش لیسردا، زمینِ مسابقه را دنبال می‌کنند. دوک علقش را از دست می‌دهد و توهم می‌زند که آنها در میدان جنگ هستند؛ بنابراین لیسردا را اخراج می‌کند و به هتل بر می‌گردد. آنها پس از مصرفِ مقدار بیشتری مسکالین، و همچنین استنشاقِ اتر، به کازینوی سیرکوس‌سیرکوس‌لاس‌وگاس می‌روند اما طولی نمی‌کشد که به دلیلِ حس ترسی که به گونزو دست می‌دهد، از آنجا بیرون می‌آیند و به هتل بر می‌گردند و دوک، گونزو را به حالِ خودش رها می‌کند و می‌رود تا در قمارِ شش‌چرخِ‌بزرگ، شانش را امتحان می‌کند. وقتی که بر می‌گردد گونزو را می‌بیند که مانندِ سفینه‌ای در فضایِ ال‌اس‌دی، درحالی که اتاق را به کثافت کشانده، با لباس در وان نشسته است و تقلا می‌کند دستگاه‌پخش‌نوار را، برای اینکه بهتر صدای موزیک را بشنود همراهِ خودش داخل آب بکشد. او به دوک التماس می‌کند که وقتی نوار به اوجِ آهنگ خرگوش‌سفید رسید، دستگاه را درون آب پرت کند؛ دوک می‌پذیرد، اما بجای پرت کردن دستگاه، چند گریپ‌فرود به سمت کلهٔ او پرت می‌کند تا مجالی برای فرار و قفل کردن در و زندانی کردنِ او، پیدا کند. دوک سعی می‌کند تا خاطراتش از فرهنگِ هیپی‌ها را بنویسد و به‌یاد سان‌فرانسیسکو که ال‌اس‌ادی از آستین یکی از هیپی‌ها ریخته، می‌افتد.
صبح روز بعد، دوک با صورت‌حسابی سرسام‌آور از خواب بلند می‌شود و می‌بیند هیچ خبری از گونز نیست، (او زمانی که دوک خواب بوده به سمت لس‌آنجلس راه افتاد است) و سعی می‌کند از شهر فرار کند. هنگامی که او در نزدیکی بیکر، کالیفرنیا می‌رسد، پلیسی به‌دلیلِ سرعت غیرمجاز او را متوقف می‌کند و به او هشدار می‌دهد که در اولین استراحتگاه، بایست و بخوابد؛ دوک بجای آن سمت تلفن‌سکه‌ای می‌رود و با گونزو تماس می‌گیرد.